# Les Bas-fonds de Saint-Pétersbourg
 (mars 2025).
Si vous disposez d'ouvrages ou d'articles de référence ou si vous connaissez des sites web de qualité traitant du thème abordé ici, merci de compléter l'article en donnant les références utiles à sa vérifiabilité et en les liant à la section « Notes et références ».
Les Bas-fonds de Saint-Pétersbourg (Peterburgskiye trushchobi) est un film russe réalisé par Vladimir Gardine, Iakov Protazanov et Piotr Tchardynine, sorti en 1915.

## Fiche technique
- Titre original : Петербургские трущебы (Peterburgskiye trushchobi)
- Titre français : Les Bas-fonds de Saint-Pétersbourg
- Réalisation : Vladimir Gardine, Iakov Protazanov et Piotr Tchardynine
- Scénario : Vladimir Gardine d'après le roman Les Taudis de Saint-Pétersbourg de Vsevolod Krestovski
- Photographie : Alexandre Levitsky
- Pays d'origine : Empire russe
- Format : Noir et blanc - Muet
- Date de sortie : Empire russe : 12 février 1915

## Distribution
- Ivan Mosjoukine
- Olga Preobrajenskaïa
- Vladimir Maksimov